# یواس‌اس سومرز (دی‌دی-۳۰۱)
یواس‌اس سومرز (دی‌دی-۳۰۱) (به انگلیسی: USS Somers (DD-301)) یک کشتی بود که طول آن ۳۱۴ فوت ۴ ۱⁄۲ اینچ (۹۵٫۸۲۲ متر) بود. این کشتی در سال ۱۹۱۸ ساخته شد.